# Bomtält
Bomtält är en anordning på båtar, främst mindre segelbåtar, för att skapa ett skyddat uterum över sittbrunnen. Tältet hängs helt eller delvis upp på bommen, och har ofta tvärgående lattor för att skapa mer bredd i tältet. Historiskt utvecklades bomtält i små segelbåtar och segelkanoter, där utrymmet under däck var mycket litet, så litet att det ofta inte ens var sittutrymme under däck. På moderna segel- och motorbåtar har bomtälten utvecklats till allt mer avancerade konstruktioner, ofta med stödjande stålbågar och specialdesignade för varje båttyp. Formellt är detta då inte längre ett riktigt bomtält, men begreppet brukar användas även för dessa.